# Halia
Halia var en nymf i grekisk mytologi. Hon kom från Rhodos och var dotter till antingen Uranos eller till Pontos och Thalassa.
Halia var havsguden Poseidons älskarinna och hon var möjligtvis mor till hans dotter Rhode.